# 桜ヶ池 (南砺市)

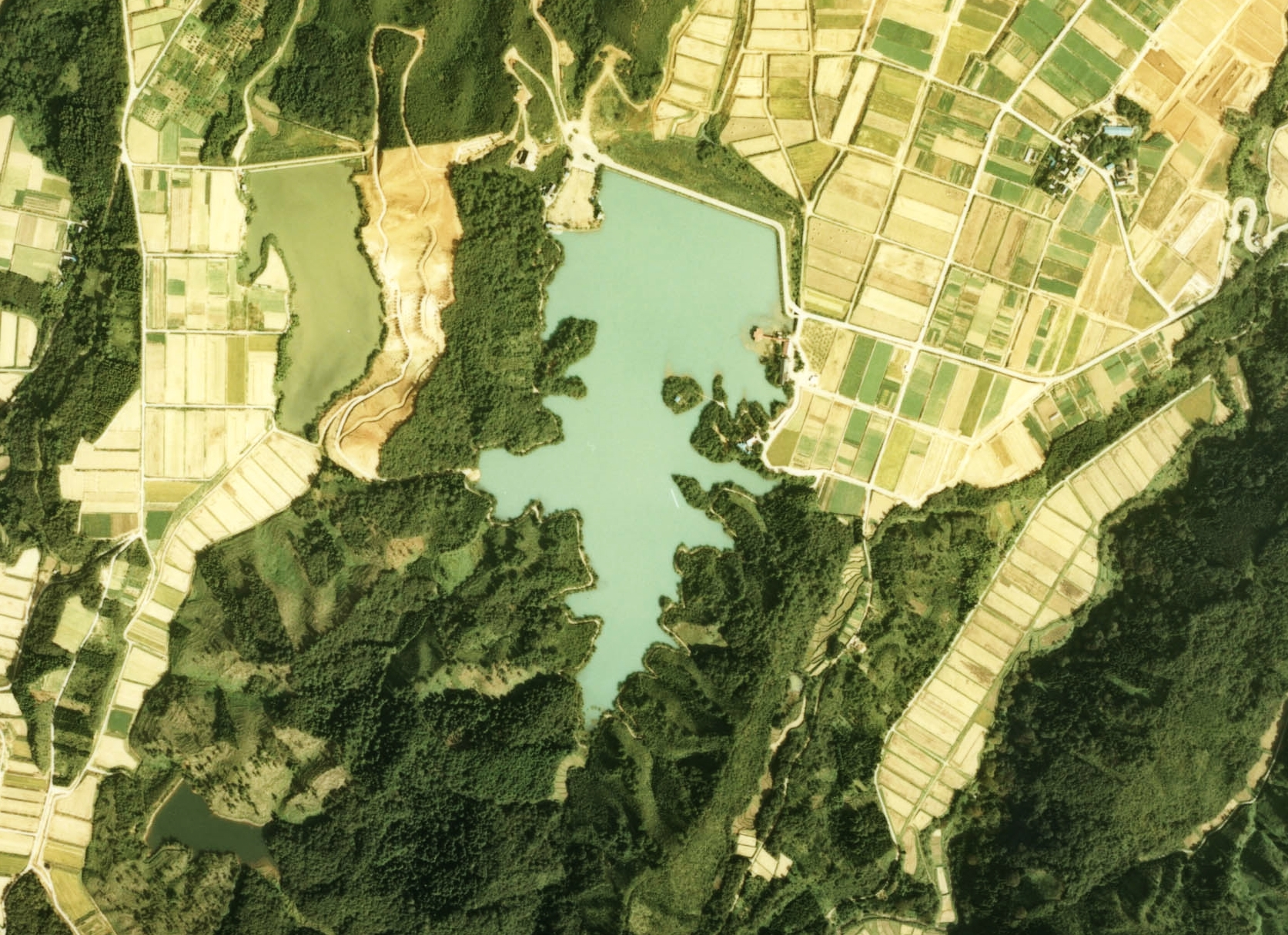
桜ヶ池周辺の空中写真。1977年撮影。この撮影当時、東海北陸自動車道はまだ建設されていない。
。

桜ヶ池（さくらがいけ）は、富山県南砺市立野原東にあるため池。周囲約3キロメートルの人造湖である。面積は17ヘクタール、総貯水量は145万立方メートルで、南砺市の農地約800ヘクタールの灌漑に利用されている。東海北陸自動車道桜ヶ池ハイウェイオアシスに隣接する砺波平野を一望する高台にあり、水源は袴腰山の水源涵養林の水を砺波ダムに貯水し、その一部を導水している。2010年（平成22年）3月25日に農林水産省のため池百選に選定された。また桜ヶ池県定公園として指定されている。

## 経緯
旧城端町南西部の地域では、一級河川小矢部川水系山田川の水を利用していたが流量が少ないため、常に水不足で、旱魃のたびに水争いがおこった。1935年（昭和10年）頃に、「山田川沿岸耕地整理組合」井口仁志組合長を中心に、山田川に堰堤を築きダム湖を造る「山田川沿岸水利補給事業」計画がされたが当時の技術では不可能であったため（しかし、のちに「城端ダム」が完成している）、立野ヶ原演習地内(日本陸軍第9師団野砲演習場)にため池を作るため、陸軍や県に陳情し、1941年（昭和16年）7月に着工1954年（昭和29年）に完成した。
尚、立野ヶ原演習地は江戸時代には加賀藩の鷹狩場があった場所であった。現桜ヶ池湖底や周辺の台地に西原村があったが、1900年（明治33年）、1920年（大正9年）に陸軍実弾演習の為の用地買収に伴い上原に移転している。立野原遺跡群（富山県下最大の後期旧石器時代の遺跡群。特徴的な「立野原型ナイフ」など知られる）が見つかっている。
西原村：小西源右ヱ門という壇ノ浦の合戦から逃れきた平家の落武者が洞穴を掘って雨露をしのいでいたところを住民が見つけ、食糧を運んだことが縁となり西原の住民となった。この洞穴は昭和中期まで残っていたよう。小西源右ヱ門の子孫は1900年（明治33年）の用地買収の際に京都へ移住した。明治初期には最大の繁栄を迎えていたようである。

## 桜ヶ池公園
湖畔には、戦後800本のサクラと400株のツツジが植栽され、公募により「桜ヶ池」と名付けられ、「富山県南砺市桜ヶ池公園（自遊の森）」として整備され地域域の人々に親しまれている。
公園内にはコテージ、野外バーベキュー、バーベキューハウス【自由自遊家-ジュウジュウハウス】や公共浴場等多数の施設がある。
周辺には里山特有の生物が数多く生息しており、地元の小学校で、絶滅危惧種のギフチョウの育成と池周辺での放蝶を行っている。

### 沿革
- 1958年（昭和33年）3月 - 国家公園法に定める公園に指定された[7]。同年3月31日に128.5 haが都市計画決定[8]。
- 1972年（昭和47年） - 1.5 haが先行して開設[8]。
- 1973年（昭和48年） - 小矢部川総合開発、県営開拓パイロット事業による周辺の基盤整備により農業が大型化。
- 1982年（昭和57年）3月28日 - 公園内に1,000本のサクラを植樹する[7]。
- 1983年（昭和58年） - 上見、上原、南原三地区で立野原営農生産組合を結成。
- 1985年（昭和60年） - 塔尾を加えた4地区で桜ヶ池村づくり協議会を結成。同年10月、広場に休憩舎が完成する[7]。
- 1988年（昭和63年） - 農林省の新農業構造改善事業によって、自然活用総合施設管理棟が完成。
- 1989年（平成元年） - 自然活用総合施設外構施設、コテージ8棟が完成、同年桜ヶ池村づくり協議会により「自由の森」の営業が開始。
- 1990年（平成2年） - 都市公園としてオープン[9]。
- 1992年（平成4年） - 農村広場テニスコートが完成。
- 1993年（平成5年）10月29日 - 遊具エリアの造成工事が完成[7]。
- 1994年（平成6年） - 「自由自由家（じゅうじゅうはうす）」完成、自由の森企業組合の設立が認可。
- 1995年（平成7年）4月 - ジャンボ滑り台（長さ20m、幅7m、斜面約30度のコンクリート製、滑り台の上に鉄パイプで組んだジャングルジム付き）が完成[7]。
- 1996年（平成8年）1月30日 - 温泉掘削していた井戸から60℃の温泉が湧出[7]。
- 1997年（平成9年）10月26日 - 駐車場に隣接する自遊の森に日本海側初のスケートパークが開園[10][7]。
- 1999年（平成11年） - 第3セクター「ジェイウイング」が設立、翌年には桜ヶ池クアガーデンの営業開始。
- 2000年（平成12年） - 東海北陸自動車道福光インターチェンジ - 五箇山インターチェンジ間が開通。
- 2000年（平成12年）　-富山国体開催時に桜ヶ池クライミングセンターが設置される。
- 2001年（平成13年） - ヨッテカーレ城端が南砺農業協同組合により出店。園路の舗装工事が完成[11]。
- 2013年（平成25年） - 桜ヶ池公園スケートパーク運営開始。
- 2020年（令和2年） - 桜ヶ池クライミングセンターが北陸電気工事（富山市）と平野電業（同）に事業譲渡される。
- 2021年（令和3年） - 自由の森が株式会社ガラパゴスに事業譲渡され「ガラパゴスキャンピングパーク〜桜ヶ池自由の森〜」と名称が変更になる。
- 2022年（令和4年）4月28日 - 城端スマートIC着工[12]。
- 2022年（令和4年）  - パーク内コテージ棟にフィンランド式屋外サウナ、バレル富山が開設される
- 2023年（令和5年） - ゴールドウィンにより、自然の中で遊びと学びが体験できる施設「GOLDWIN PLAY  EARTH PARK」の事業構想が発表される。
- 2024年（令和6年）6月3日 - 施設の老朽化を理由に、休園期間に入る。期間は2027年頃まで3年間の予定[9]。
- 2025年（令和7年）-仮称・桜ヶ池エコビレッジフィールド計画が発表（南砺の自然と暮らしが体感できる商業施設「aremoa」と賃貸住宅を整備し、2026年秋ー冬の開業を目指す）

## アクセス

### 道路
- 東海北陸自動車道城端サービスエリア

### 公共交通機関
- 城端線城端駅より南砺市営バス（なんバス）城端さくら線に乗車、「桜ヶ池公園」停留所または「桜ヶ池クアガーデン」停留所。
- 城端線城端駅またはじょうはな座前バス停より南砺市営バス（なんバス）城端西回り線に乗車、「桜ヶ池クアガーデン」停留所。